# Вила-и-Матэу, Франсиско Хавьер
Франсиско Хавьер Вила-и-Матэу (англ. Francisco Xavier Vilá y Mateu), в миру Рикардо Вила-и-Матэу (исп. Ricardo Vilá y Mateu; 9 мая 1851, Ареньс-де-Мар, провинция Барселона, Каталония, Испания — 1 января 1913, Хагатна, Территория Гуам, США) —  прелат Римско-католической церкви, член Ордена Братьев Меньших Капуцинов, 1-й апостольский викарий Гуама, 16-й титулярный епископ Адраа.

## Биография
Рикардо Вила-и-Матэу родился в городке Ареньс-де-Мар 9 мая 1851 года. Во время гонения на Римско-католическую церковь в Испании принял решение стать монахом. В 1869 году переехал в Гватемалу, где вступил в Орден братьев меньших капуцинов. В монашестве принял новое имя Франсиско Хавьер, в честь известного миссионера — святого Франциска Ксаверия.
Изучал теологию в Тулузе, во Франции. 24 августа 1875 года был рукоположен в сан священника в Эквадоре. 25 августа 1911 года римский папа Пий X номинировал его апостольским викарием Гуама и титулярным епископом Адраа. До учреждения апостольского викариата на острове Гуам действовала миссия, которой руководили священники иезуиты и августинцы-реколлекты или архиепископ Себу с Филиппин. Предполагалось, что миссию возглавят капуцины из Германии, но из-за сложившейся в то время политической ситуации, Святой Престол передал миссию заботам капуцинов из Испании, учредив апостольский викариат и назначив его главой Франсиско Хавьера Вила-и-Матэу.
До этого он нёс послушания наставника новициата капуцинов в Испании, дефинитора и настоятеля провинций капуцинов — с 1889 по 1895 год арагонской и с 1900 по 1906 год каталонской. 1 октября 1911 года Хуан Хосе Лагуарда-и-Фенольера, епископ Барселоны, которому сослужили Франсиско де Поль-и-Баральт, епископ Героны и Луис Хосе Мария Амиго-и-Феррер, епископ Тагаста, совершил над ним хиротонию во епископа. Он прибыл на Гуам в 1912 году, и нёс своё служение чуть менее года. Франсиско Хавьер Вила-и-Матэу умер в Хагатне 1 января 1913 года и был похоронен на следующий день.